# Alicja Battenberg
Alicja Battenberg, Victoria Alice Elisabeth Julia Mary (gr. Η πριγκίπισσα Αλίκη του Μπάττενμπεργκ και μετέπειτα της Ελλάδας και της Δανίας ...Αλίκη, Βικτωρία, Ελισάβετ, Ιουλία) (ur. 25 lutego 1885 w Windsorze, zm. 5 grudnia 1969 w Londynie) – arystokratka niemiecka. Matka Filipa, męża królowej brytyjskiej – Elżbiety II. Księżna Grecji i Danii.

## Życiorys

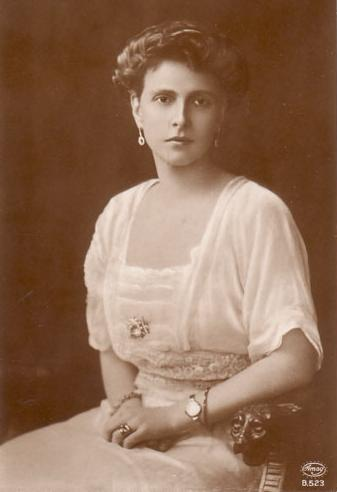
Księżna Alicja

Była córką księcia Ludwika Battenberga i księżniczki Wiktorii Heskiej, prawnuczką królowej Wiktorii. Jej siostrą była Ludwika Mountbatten – królowa Szwecji. Miała również dwóch braci, w tym Ludwika Mountbattena. 
Od dzieciństwa miała problemy ze słuchem. 7 października 1903 wyszła za mąż za księcia Andrzeja (syna króla Grecji Jerzego I) i zamieszkała w Grecji. Działała w greckim komitecie Czerwonego Krzyża, nauczyła się języka greckiego i popularnego zajęcia kobiecego – haftu ludowego. W 1922 wraz z rodziną królewską opuściła Grecję, ze względu wprowadzenie tam w latach 1922–1935 ustroju republiki. Powróciła w 1938. Kontynuowała pracę w Czerwonym Krzyżu. Po wybuchu II wojny światowej pozostała w Atenach; od 1943 udzielała schronienia żydowskiej rodzinie Kohenów, za co przyznano jej medal „Sprawiedliwy wśród narodów świata”. Odznaczenie zostało odebrane w jej imieniu przez księcia Filipa w październiku 1994.
Od 1944 była wdową. Głęboko religijna, założyła w Atenach klasztor prawosławny i kierowała jego pracami. Powołała także szkołę zakonną oraz dom opieki dla starców i rekonwalescentów, kilkakrotnie wyjeżdżała do USA, gromadząc środki na cele dobroczynne. W 1967, po odsunięciu od władzy króla Konstantyna II, wyjechała do Wielkiej Brytanii; ostatnie lata życia spędziła w Pałacu Buckingham u boku syna Filipa i jego żony królowej Elżbiety II. Została pochowana (na własną prośbę) w cerkwi św. Marii Magdaleny w Jerozolimie.
Z małżeństwa z Andrzejem miała, oprócz syna Filipa (1921–2021), cztery córki:
- Małgorzatę (1905–1981), wyszła za księcia Gottfrieda zu Hohenlohe-Langenburg,
- Teodorę (1906–1969), wyszła za Bertholda, margrabiego Badenii,
- Cecylię (1911–1937), wyszła za Georga, wielkiego księcia Hesji,
- Zofię (1914–2001), była żoną księcia Christopha Heskiego, potem księcia Georga Wilhelma Hanowerskiego.

## Tytuły i odznaczenia

### Tytuły
- 25 lutego 1885 – 6 października 1903: Jej Wysokość Księżniczka (Her Serene Highness) Alicja z Battenbergu[2]
- 6 października 1903 – 5 grudnia 1969: Jej Królewska Wysokość księżna Andrzej Grecji i Danii (od tytułu męża)[2][3]

### Odznaczenia
- Dama Orderu Lwa Złotego, 7 października 1903[4]
- Dama Wielkiego Krzyża Orderu Świętych Olgi i Zofii[5]
- Królewski Czerwony Krzyż, 1913[6]
- Dama Orderu Królowej Marii Luizy, 9 kwietnia 1928[7]